# Светлен (Кырджалийская область)
Светлен (болг. Светлен) — село в Болгарии. Находится в Кырджалийской области, входит в общину Кирково. Население составляет 28 человек.

## Политическая ситуация
Кмет (мэр) общины Кирково —  Шукран Кязим Идриз (Движение за права и свободы (ДПС)) по результатам выборов в правление общины.